# جداره ساختمان دکتر هوشیار
جداره ساختمان دکتر هوشیار مربوط به دوره پهلوی است و در تبریز، خیابان امام، روبروی شهرداری تبریز، ساختمان بانک صادرات شعبه درب نوبر واقع شده و این اثر در تاریخ ۱۳ خرداد ۱۳۸۶ با شمارهٔ ثبت ۱۹۲۱۲ به‌عنوان یکی از آثار ملی ایران به ثبت رسیده است.